# 刘大江
刘大江（1970年—），甘肃定西人，汉族，中华人民共和国政治人物、第十一届全国人民代表大会甘肃地区代表。
毕业于西北师范大学财政金融专业。担任甘肃省定西市安定区马铃薯经销协会会长。2008年起担任全国人大代表。